# Rīga Plaza
Rīga Plaza est un centre commercial situé à Rīga, en Lettonie,.

## Présentation
Le centre est à l’adresse Mūkusalas iela 71 et sa superficie du centre est de 90 000 m2.
Les propriétaires de « Riga Plaza » sont la société d'investissement estonienne Summus Capital et Ivars Vendelins. 
Le centre est géré par la société de services immobiliers Colliers.

## Histoire
La construction du centre a débuté en 2007, il a été ouvert en 2009.
À l'été 2010, le cinéma « Multikino » a été inauguré au « Riga Plaza» avec 8 salles pour 1 524 spectateurs. Il appartenait à la société polonaise Multikino S.A..
En 2016, le centre commercial a été vendu à CPB Real Estate Services pour 93,4 millions d'euros.
Peu avant Noël 2016, pour des raisons techniques, toutes les personnes ont été évacuées du centre, accompagnées par la police municipale, et une partie a été temporairement fermée.
À ce moment-là, certains magasins Prisma à Riga étaient également temporairement fermés.
Le 3 mai 2017, l'entreprise finlandaise S-ryhmä a annoncé qu'elle quittait les marchés letton et lituanien, fermant ainsi également le supermarché Prisma « Rīga Plaza ». Peu de temps après, le centre commercial a annoncé avoir convenu avec SIA « Maxima Latvija » qu'un nouveau magasin Maxima XXX serait ouvert dans le centre au printemps 2018. 
Il a été ouvert le 7 juin 2018.
Le 7 mai 2020, Multikino Lettonie a annoncé la cessation de ses activités en Lettonie. Le 14 mai, Apollo Kino, filiale de la société estonienne Apollo Group, a annoncé l'ouverture de son deuxième cinéma à Riga à l'automne 2020, dans le centre commercial « Rīga Plaza ».
Le 2 décembre 2020, il a été annoncé que « Riga Plaza » avait été vendue à la société d'investissement estonienne Summus Capital et Ivar Vendelin.
En avril 2021, la société de services immobiliers Colliers a repris la gestion du centre.

## Galerie

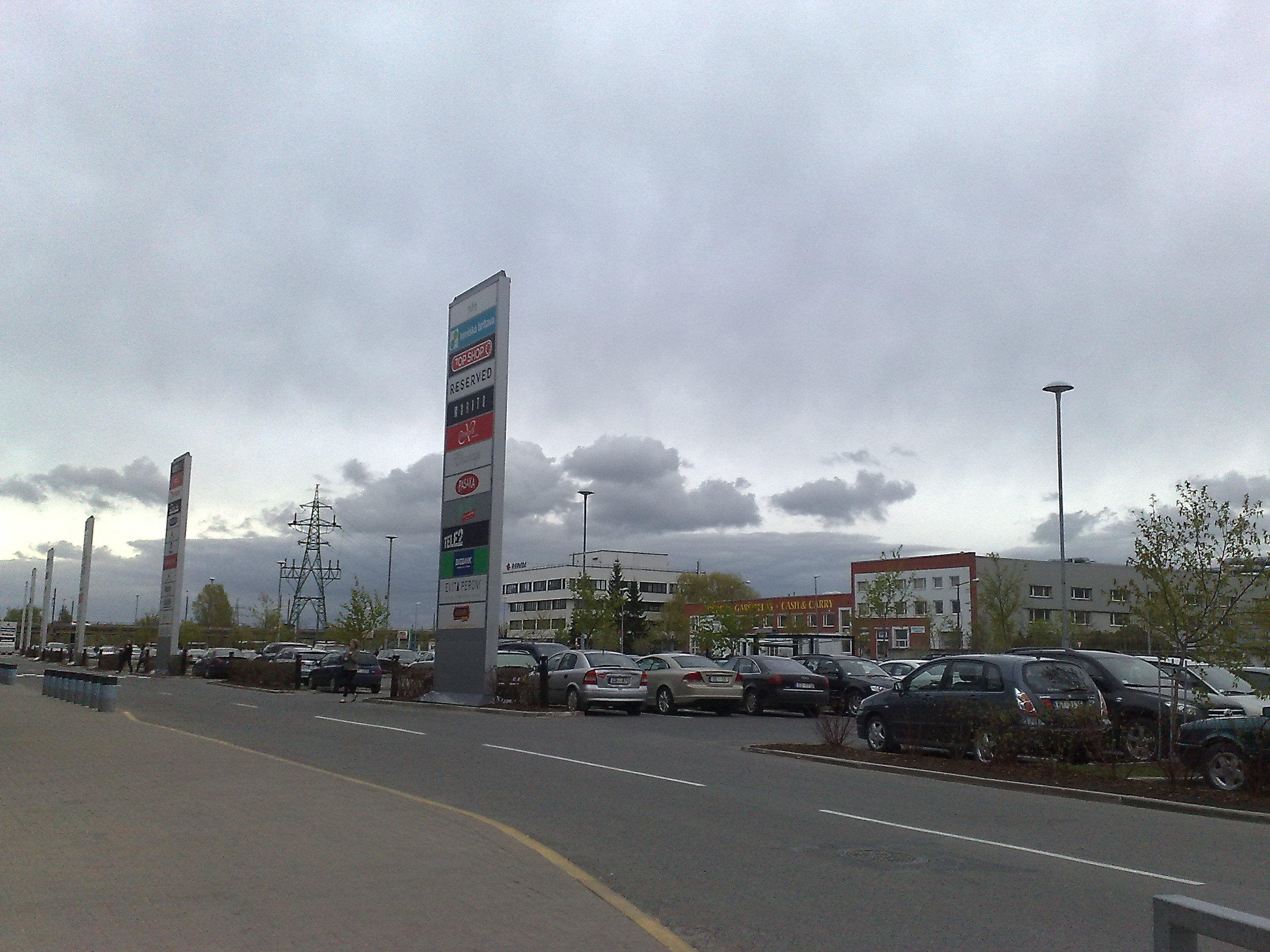
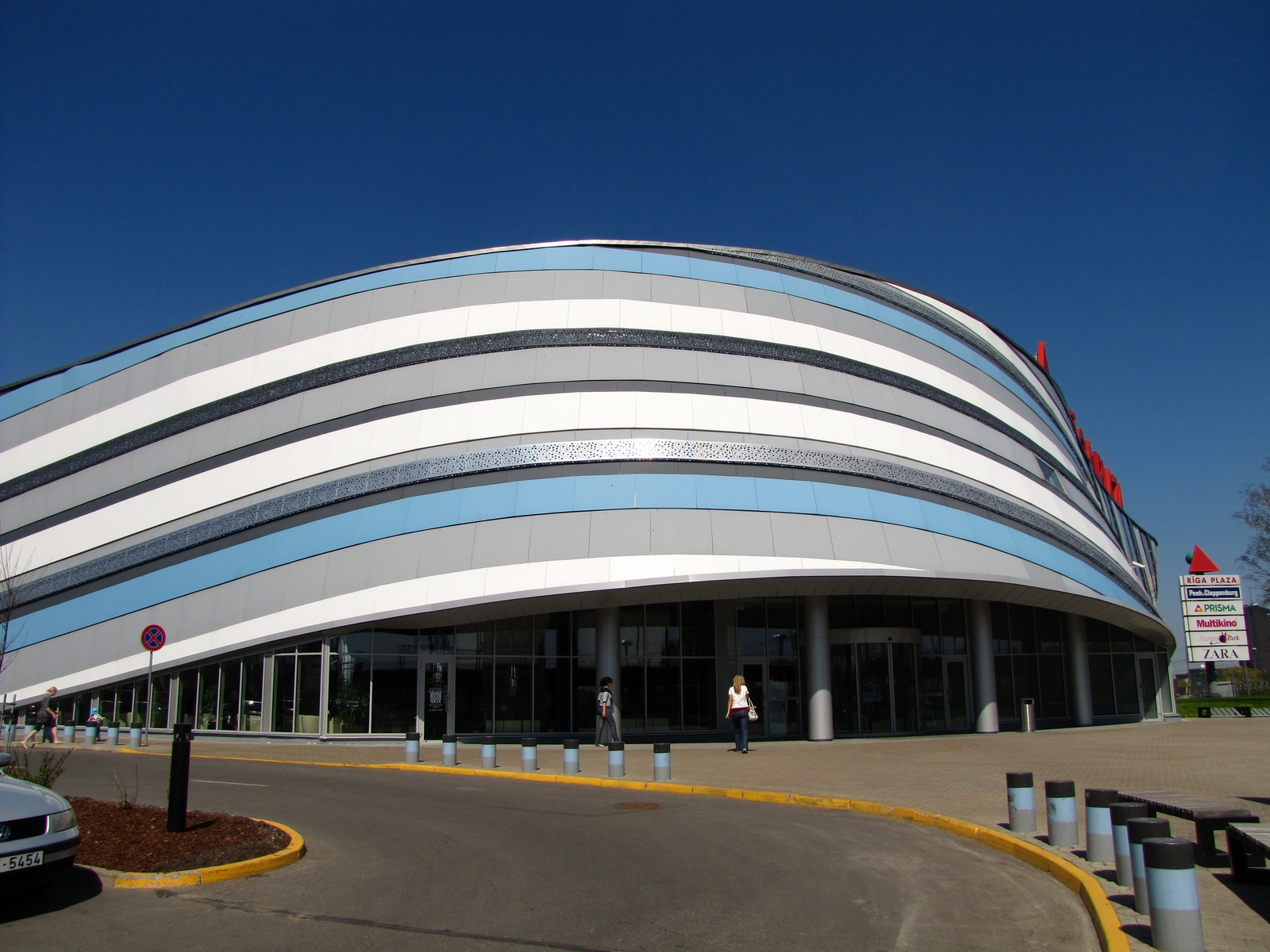